# Nouvelle Vague (band)
Nouvelle Vague is een Franse popgroep die newwaveklassiekers en bekende punknummers covert in een bossanova-jazzversie. Ze werd opgericht door Marc Collin en Olivier Libaux in 2003. Collin was eerder actief als producer voor Beth Hirsch.

## Covers
Covers zijn onder meer 
- In a Manner Of speaking van Tuxedomoon
- Love Will Tear Us Apart van Joy Division
- Putain Putain van TC Matic
- Don't Go van Yazoo
- A Forest van The Cure.
- Too Drunk to Fuck van Dead Kennedys.
- Guns of Brixton van The Clash.
- All My Colours van Echo & The Bunnymen
- Bella Lugosi's Dead van Bauhaus (band)
- Marianne van The Sisters of Mercy
- Making Plans For Nigel van XTC
- Psyche van Killing Joke
- Master And Servant van Depeche Mode
- God Save The Queen van Sex Pistols
- Heaven van Psychedelic Furs
- Metal van Gary Numan
- So Lonely van The Police

## Albums
- Nouvelle Vague (2004)
- Bande à Part (2006)
- Late Night Tales: Nouvelle Vague (2007)
- 3 (2009)
- couleurs sur paris (2010)
- singers (2011)